# 王氏贞烈坊
王氏贞烈坊位于安徽省黄山市歙县东北部杞梓里镇竹溪村（水竹坑），是村口的三座石牌坊之一，2006年列为歙县文物保护单位。
王氏贞烈坊是一座节孝坊，旌表华辅公妻王氏，由安徽巡抚裕禄奏请上奏朝廷，立于同治年间。